# Зодіакальне світло

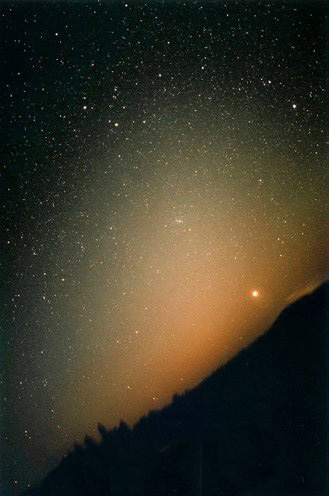
Зодіакальне світло

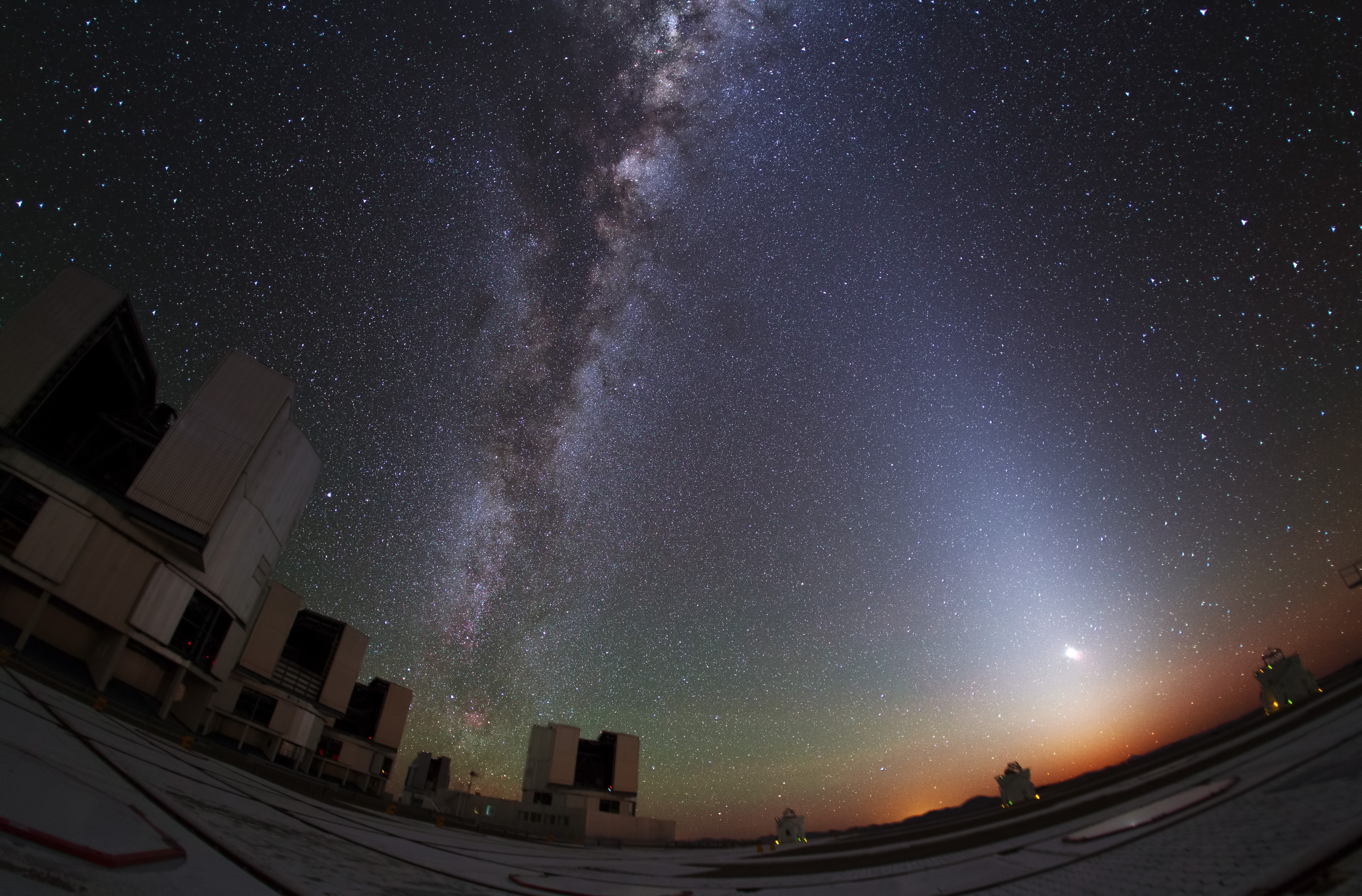
Зодіакальне світло - свічення в області екліптики, що утворюється внаслідок розсіяння сонячного світла хмарою пилових частинок, які оточують Сонце.

Зодіакальне світло, досвітня зоря — свічення в області екліптики, що утворюється внаслідок розсіяння сонячного світла хмарою пилових частинок, які оточують Сонце. Видно, як світлу смугу, що простягається вздовж екліптики (поясу зодіаку), звідси й назва. Зодіакальне світло найкраще спостерігати на заході незабаром після заходу Сонця або на сході перед його сходом (відразу після закінчення або безпосередньо перед початком астрономічних сутінків).

## Форма та умови спостереження
Зодіакальне світло має форму дифузного світлого трикутника, витягнутого уздовж площини екліптики (звідки і походить назва відповідно до застарілої назви екліптики — «зодіакальне коло») і розширюється у напрямку до Сонця. Яскравість зодіакального світла падає із збільшенням кутової відстані від Сонця (елонгації). При елонгації в 90—100° зодіакальне світло майже невидиме, і лише за дуже хороших умов інколи можливо спостерігати невелике збільшення яскравості неба уздовж екліптики — зодіакальну лінію. При елонгації в 180°, в області неба, протилежній до Сонця, яскравість зодіакальної смуги підвищується, і тут можна спостерігати невелику світлу дифузну пляму, діаметром ~10° — протисіяння (протисяйво).
Зодіакальне світло краще всього спостерігати в безмісячні ночі у низьких широтах Землі в періоди близькі до точок рівнодення, коли екліптика перетинає горизонт під максимальним кутом, тобто навесні увечері або вранці восени. Цей кут в такі дні року і час доби близький до максимальної кутової висоти Сонця над горизонтом для даної географічної широти (тобто кутовій висоті Сонця над горизонтом в дійсний полудень літнього сонцестояння). Протисіяння спостерігається також на безмісячному небі, але бажано, щоб воно не проектувалося на смугу Чумацького Шляху.

## Цікаво
У 2007 році, Браян Мей, гітарист Queen, завершив свою докторську дисертацію "Дослідження радіальних швидкостей у зодіакальній пиловій хмарі" (англ. A Survey of Radial Velocities in the Zodiacal Dust Cloud) через 36 років після того, як кинув її писати заради музичної кар'єри. Його дисертація лишилась актуальною лише тому, що всі ці роки було здійснено дуже мало досліджень на цю тему. Браян Мей зазначав, що тема знову стала "модною" у 2000-ні роки.